# ルビー・ウォルシュ
ルビー・ウォルシュ（Ruby Walsh、1979年5月14日 - ）はアイルランド・キルデア県出身の元騎手。本名はルパート・ウォルシュ (Rupert Walsh) 。
ウォルシュは1996年に18歳でアマチュア騎手としてデビューし、1996/97、1997/98シーズンにアマチュア最多勝利騎手を獲得。アイルランドの障害競走で1998/99シーズン以来、2011/12シーズンまでに最多勝利騎手のタイトルを8回獲得している。2006/07シーズンと2007/08シーズンは年間200勝を達成し、2012年3月にトニー・マッコイに次ぐ史上2人目の障害通算2000勝を達成した。
またイギリスでも成功を収めており、チェルトナムフェスティバルで2004年、2006年、2008年 - 2011年、2013年の7回最多勝利騎手に選ばれチェルトナムゴールドカップをコートスターで2回、ワールドハードルをビッグバックスで4連覇、クイーンマザーチャンピオンチェイスをマスターマインディドで連覇など3回、チャンピオンハードルを2011年にハリケーンフライで勝利し4日のフェスティバルすべてのメインレースを制覇、フェスティバル全体では通算34勝を挙げ史上最多記録、2009年の7勝はシーズン最多記録となっている。とくにコートスターとのコンビではチェルトナムゴールドカップのほかにもキングジョージ6世チェイスで5勝、ベットフェアチェイスで3勝など、イギリスの大レースのほとんどを複数回優勝している。
またグランドナショナルを初騎乗となった2000年にパピヨン、2005年にヘッジハンターで制している。2004/05シーズンはヘッジハンターのほかにアイリッシュグランドナショナルをナンバーシックスヴァルヴァーディで勝ち、ウェルシュナショナルをサブセクエントで勝利、最後のスコティッシュグランドナショナルはコーニッシュレベルに騎乗、ジョーズエッジにアタマ差で敗れグランドナショナルのシーズングランドスラムという空前の記録にあと一歩まで迫った。なお、スコティッシュグランドナショナルは2002年にテイクコントロールですでに勝利しており、通算ではすべてのナショナルを制覇している。
2013年にはアイルランド調教馬のブラックステアマウンテンに騎乗するために日本を訪れ、初戦のペガサスジャンプステークスでは9着に敗れたが、4月13日に行われた第15回中山グランドジャンプで勝利した。
父のテッド・ウォルシュは元アマチュア騎手で、2013年現在は調教師となっており、パピヨンはテッド・ウォルシュの管理馬である。妹のケイティー・ウォルシュも障害騎手である。2002年10月から2013年5月までイギリスのポール・ニコルス調教師と契約を結び、ニコルスの管理馬に多く騎乗していた。
2019年5月1日、ケムボーイでパンチェスタウンチェイスを制覇した直後に、騎手生活引退が発表された。